# Hameau (Wien)

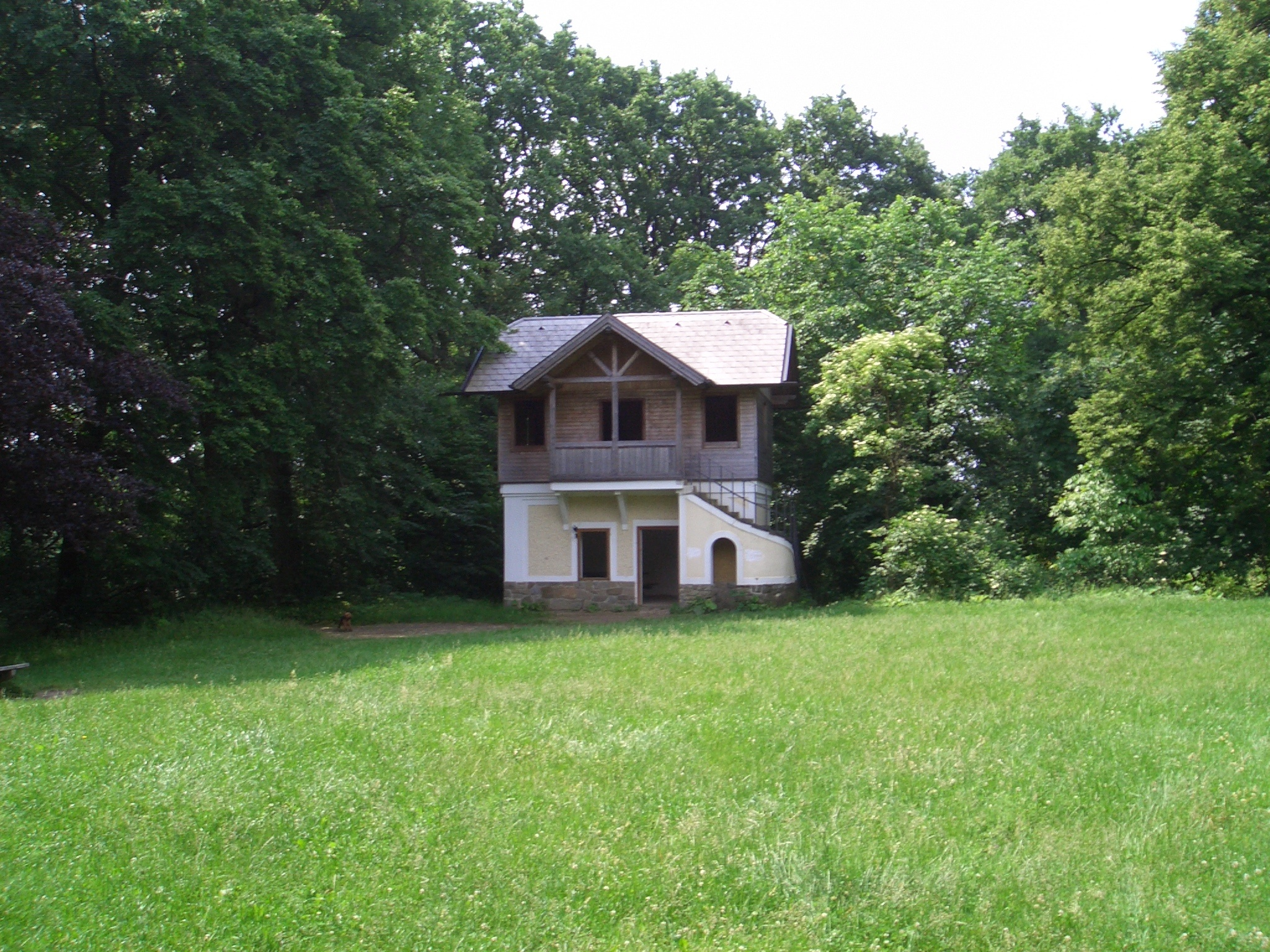
Hameau mit Schutzhütte der Wiener Naturwacht

Das Hameau ist eine 464 m hohe Anhöhe im 17. Wiener Gemeindebezirk Hernals an der Grenze zur niederösterreichischen Stadt Klosterneuburg.
Ihre runde Kuppe markiert den höchsten Punkt des Bezirksteils Neuwaldegg. Das Hameau ist nur zehn Zentimeter niedriger als der Heuberg im Bezirksteil Dornbach, die höchste Erhebung im Gemeindebezirk Hernals. Die Wiese und die Schutzhütte am Hameau liegen am Stadtwanderweg 3 im Wienerwald.
Hameau ist die französische Bezeichnung für Weiler oder Dörfchen. Die Wiener Anhöhe wurde auch Holländerdörfl genannt.

## Geschichte

Ehemaliges Holländerdörfl am Hameau

Der österreichische Feldherr Franz Moritz von Lacy erwarb 1765 die Herrschaft Neuwaldegg und ließ dort bis 1796 einen englischen Garten anlegen, den heutigen Schwarzenbergpark. Am Hameau, dem höchsten Punkt des Parks, wurden für die Unterbringung der Gäste von Graf Lacy 17 schlichte Holzhäuschen errichtet, die, mit Stroh und Rohr gedeckt, durch Laubengänge miteinander verbunden waren. Das Areal trug den Namen „Holländerdörfl“, da nach holländischem Vorbild vor jeder der Hütten ein Baum gepflanzt wurde. Die einzige Hütte, die nicht ebenerdig, sondern einstöckig war, war Lacys persönliche Hütte. Als der Graf den Park der Bevölkerung zugänglich machte, blieb das Hameau der einzige Bereich, der davon ausgenommen war. Nach Lacys Tod verfiel das Holländerdörfl und wurde abgetragen. Im Zweiten Weltkrieg war auf der Anhöhe eine Flugabwehrkanone stationiert.
Nach dem Zweiten Weltkrieg gab es bis in die 1960er Jahre ein Wald-Wirtshaus auf der Anhöhe. Dieses bestand aus mehreren Gebäuden. Hameau ist der französische Begriff für das deutsche Weiler, Ansammlung von ein paar Häusern. Die Wiener wanderten an den Wochenenden zu Hunderten hier herauf. Im Winter fuhren sie auf den Waldwiesen Ski und kehrten dann ein. Die Autobuslinie, die bis zur Hameaustraße fuhr, damals 39A, wurde an Wanderwettertagen verdoppelt geführt und mit Busanhängern versehen. Mit zunehmender Automobilisierung fuhren die Wiener weiter nach Niederösterreich aufs Land hinaus und der Gasthausbetrieb lohnte sich nicht mehr. Bis auf die Schutzhütte wurden alle Gebäude abgerissen. Das Hauptgebäude war aus Stein und oben aus Holz, die Nebengebäude aus Holz und zum Teil aus Schilf. Das Schutzhaus war jahrelang abgesperrt und mit Rettungsutensilien für verunfallte Skifahrer versehen. Nachdem öfters eingebrochen und Feuer gelegt wurde, entschloss man sich, alle Türen und Fenster zu entfernen. Heute dient das Gebäude als Regenunterstand.
In der Nähe des Hameau wurde während des Ersten Weltkriegs auf dem Gemeindegebiet von Weidlingbach das Wienerwald-Heldendenkmal errichtet.